# Stephen Kelly (calciatore 2000)
Stephen Kelly (Port Glasgow, 13 aprile 2000) è un calciatore scozzese, attaccante del Livingston.

## Caratteristiche tecniche
È un centrocampista centrale.

## Carriera

### Club
Cresciuto nel settore giovanile del Rangers, debutta in prima squadra il 26 agosto 2018 in occasione del match di Scottish League Cup vinto 4-0 contro l'Ayr Utd.

### Nazionale
Ha giocato nelle nazionali giovanili scozzesi Under-16, Under-17, Under-19 ed Under-21.

## Statistiche
Statistiche aggiornate al 26 maggio 2025.

### Presenze e reti nei club
| Stagione          | Squadra           | Campionato        | Campionato | Campionato | Coppe nazionali | Coppe nazionali | Coppe nazionali | Coppe continentali | Coppe continentali | Coppe continentali | Altre coppe | Altre coppe | Altre coppe | Totale | Totale | Totale |
| Stagione          | Squadra           | Comp              | Pres       | Reti       | Comp            | Pres            | Reti            | Comp               | Pres               | Reti               | Comp        | Pres        | Reti        | Pres   | Reti   |        |
| ----------------- | ----------------- | ----------------- | ---------- | ---------- | --------------- | --------------- | --------------- | ------------------ | ------------------ | ------------------ | ----------- | ----------- | ----------- | ------ | ------ | ------ |
| 2018-2019         | Rangers           | PL                | 0          | 0          | CS+CdL          | 0+1             | 0               | UEL                | 0                  | 0                  |             | -           | -           | 1      | 0      |        |
| 2019-2020         | Ayr Utd           | 1D                | 28         | 5          | CS+CdL          | 2+4             | 0+1             |                    | -                  | -                  |             | -           | -           | 34     | 6      |        |
| 2020-2021         | Ross County       | PL                | 25         | 0          | CS+CdL          | 1+3             | 0               |                    | -                  | -                  |             | -           | -           | 29     | 0      |        |
| 2021-gen. 2022    | Rangers           | PL                | 0          | 0          | CS+CdL          | 0+1             | 0               | UCL+UEL            | 0+1                | 0                  |             | -           | -           | 2      | 0      |        |
| gen.-giu. 2022    | Salford City      | FLT               | 21         | 1          | -               | -               | -               | -                  | -                  | -                  |             | -           | -           | 21     | 1      |        |
| 2022-2023         | Livingston        | PL                | 30         | 5          | CS+CdL          | 2+0             | 0               |                    | -                  | -                  |             | -           | -           | 32     | 5      |        |
| 2023-2024         | Livingston        | PL                | 28         | 2          | CS+CdL          | 3+6             | 0+2             |                    | -                  | -                  |             | -           | -           | 37     | 4      |        |
| 2024-2025         | Livingston        | SC                | 32+4       | 6+0        | CS+CdL          | 1+3             | 0               |                    | -                  | -                  | SCC         | 4           | 0           | 44     | 6      |        |
| Totale Livingston | Totale Livingston | Totale Livingston | 90+4       | 13+0       |                 | 15              | 2               |                    | -                  | -                  |             | 4           | 0           | 113    | 15     |        |
| Totale carriera   | Totale carriera   | Totale carriera   | 168        | 19         |                 | 26              | 3               |                    | 1                  | 0                  |             | 4           | 0           | 199    | 22     |        |

## Palmarès

### Club

#### Competizioni nazionali
- Scottish Challenge Cup: 1

Livingston: 2024-2025